# Hans Heiberg
Hans Heiberg född 28 januari 1904 i Kristiania (Oslo), död 1978, var en norsk kritiker, författare och teaterchef.
I flera år arbetade han som utrikeskorrespondent, mellan 1931 och 1940 var han litteraturkritiker i Arbeiderbladet och mellan 1945 och 1952 arbetade han som litteratur- och teaterkritiker i Verdens Gang. I VG var han också kulturredaktör. Mellan åren 1952 till 1973 var han chef för NRK Radioteatret, och mellan 1946 och 1965 var han ordförande i Den Norske Forfatterforening. Han var också ordförande i Riksteatrets styrelse mellan 1949 och 1968. Han gav ut två skönlitterära böcker och skrev också skådespel och några konstnärsbiografier, bland annat Ibsenbiografin ...født til kunstner, som han blev nominerad till Nordiska rådets litteraturpris för 1969 och fick Bokhandlarpriset för 1968. Boken har kommit i många nyutgåvor, senast 2003, och den är också översatt till svenska och engelska.
Han introducerade kriminalradioteater i NRK och översatte själv många, bland annat Dickie Dick Dickens.
1973 blev Heiberg kommendör av St. Olavs Orden och tilldelades Norsk kulturråds ærespris.